# Katholieke Kerk in Azië

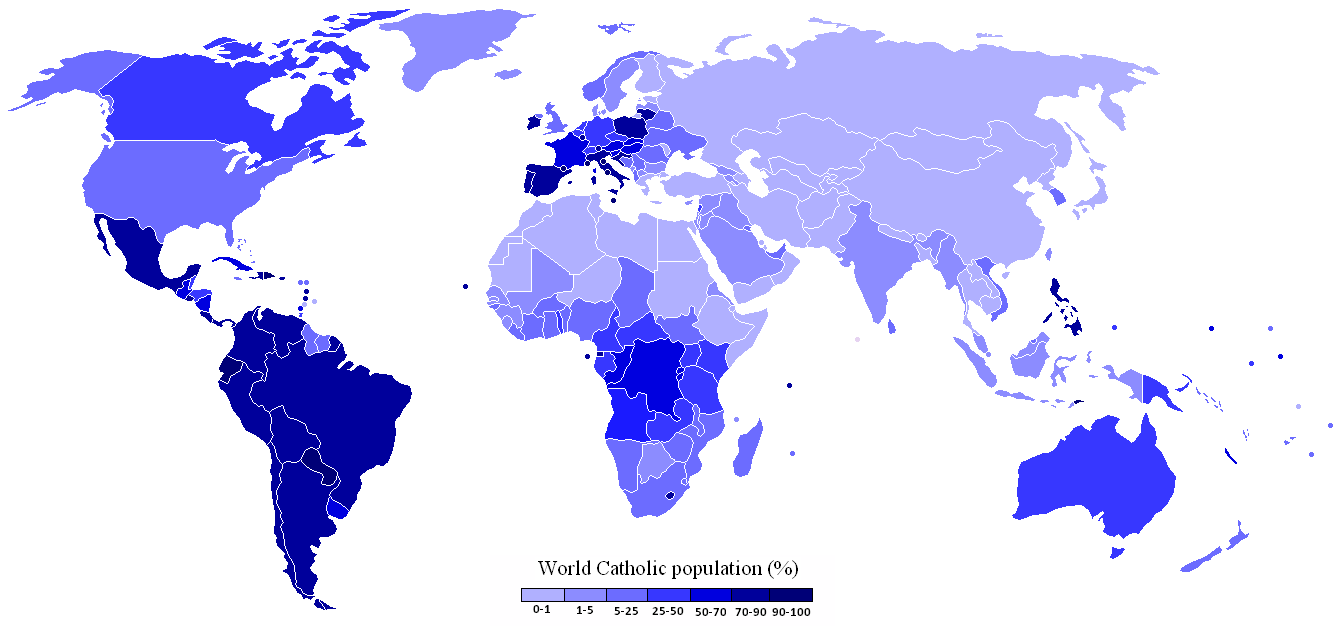
Verspreiding van de katholieke bevolking in de wereld

De Katholieke Kerk in Azië is het onderdeel van de Katholieke Kerk in de verschillende landen van Azië.
In 2005 waren ongeveer 110.000.000 (2,9%) van de 3.800.000.000 inwoners van Azië katholiek. Dit is ongeveer een tiende van de wereldwijde katholieke bevolking in 2005 van 1.070.000.000.